# أشوين ياداف
أشوين ياداف (10 سبتمبر 1987 - 24 أبريل 2021) لاعب كريكت هندي، لعب أربعة عشر مباراة بالدرجة الأولى مع حيدر أباد بين عامي 2007 و2009، توفي إثر نوبة قلبية مُفاجئة في 24 أبريل 2021 عن عمر ناهز 34 عامًا.

## روابط خارجية
- أشوين ياداف على موقع إي آس بي آن كريك إنفو (الإنجليزية)